# When in Rome (2002)
When in Rome (bra: Férias em Roma; prt: De Férias em Roma ou  As Gémeas em Roma) é um filme estadunidense de 2002, dos gêneros comédia e romance, dirigido por Steve Purcell e estrelado pelas irmãs Mary-Kate e Ashley Olsen.

## Sinopse
As gêmeas Leila e Charli Hunter vão a Roma para participar de um programa de estagiários de verão junto com mais quatro pessoas, Paolo, Nobu, Dari e Heidi. No começo as irmãs são logo demitidas devido a contratempos e descuidos. Mas elas logo encontram Derek Hammond, que as contrata. Eles passam o dia na casa de Hammond, onde Leila conhece o bad boy Ryan, que é o sobrinho de Derek.. De volta ao trabalho, as garotas estão apreendendo mais o conceito de serem responsáveis e, ao longo de toda a provação, tornam-se grandes amigas das outras estagiárias, já Charli e Paolo desenvolvendo sentimentos um pelo outro. Quando os internos tem que entregar alguns desenhos para uma sessão de fotos, o Sr. Tortoni os sabota roubando os vestidos. Leila, com a ajuda de Ryan, tira fotos disso e entrega para Derek, que chama a polícia para prendê-lo, e descobre-se que Tortoni sempre teve ciúmes por ele ter tudo, inclusie a Jamie.
Todo mundo ajuda a fazer os novos vestidos, usando os desenhos de Charlie antes do grande dia. No final, a sessão de fotos vai bem. Derek decide levar todos os estagiários para Nova York com ele, que era o objetivo de todos desde o começo.

## Elenco
- Mary-Kate Olsen - Charlotte "Charli" Hunter
- Ashley Olsen - Leila Hunter
- Michelangelo Tommaso - Paolo
- Derek Lee Nixon - Ryan
- Leslie Danon - Jamie
- Archie Kao - Nobu
- Julian Stone - Derek Hammond
- Ilenia Lazzarin - Dari
- Valentina Mattolini - Heidi
- Matt Patresi - Sr. Enrico Tortoni

## Recepção
Rich Cline do blog "Shadow On The Wall" deu ao filme 2 de 5 estrelas e escreveu que apesar de o elenco e a equipe técnica terem bastante talento, nenhum deles parece se engajar totalmente na premissa do filme. Barbara Shulgas do site "Common Sense Media" deu ao filme 3 de 5 estrelas.

## Trilha sonora
Uma trilha sonora intitulada "When In Rome (Music from the Motion Picture)", foi lançada em 2002 pela gravadora Kirtland Records.
1. Roam - The B-52's
2. Everywhere She Goes - The Daylights
3. There You Are - Carolyn Arends
4. No Reason - Ritalin
5. Laugh - Chad
6. What a Drag - The Kim Band
7. It Comes In Time - Flight of Mavis
8. Life Is Good - Ritalin
9. If Tonight -Driver
10. 470 - Eva Trout
11. Sinner or Saint - Crashpalace
12. Never Look Back - Noogie

E ainda:
- These Are Days - 10,000 Maniacs
- Figured It Out - KSN feat.Jill Gioia